# Permanganate de potassium
Ne doit pas être confondu avec Hypomanganate de potassium ou Manganate de potassium.
Le permanganate de potassium est un composé chimique anhydre, solide, composé ionique d'ions potassium K+ et d'ions permanganate MnO4− de formule chimique KMnO4. Les atomes de manganèse y sont au degré d'oxydation +VII, si bien que son nom selon l'IUPAC est manganate (VII) de potassium. Comme il est très soluble dans l'eau, c'est un important sel en chimie inorganique, en particulier en manganimétrie ou dosage analytique par l'ion permanganate.

## Caractéristiques
Le permanganate de potassium KMnO4 est un oxydant puissant. À l'état solide, il se présente sous la forme de cristaux violets à éclat métallique. 
Il se décompose thermiquement à 240 °C en dioxyde de manganèse et en gaz dioxygène. 
2 KMnO4 solide chauffé à 240 °C   → 2 MnO2 solide noir + 3/2 O2 gaz dioxygène + K2O
Très soluble dans l'eau, la solution aqueuse est de couleur violette, d'une intensité croissant avec sa concentration. 

### Sécurité
Le permanganate de potassium solide est un oxydant très puissant. Il se produit une réaction très exothermique lorsqu'il est mélangé à de la glycérine. Il peut alors se produire une combustion spontanée qui peut faire fondre le verre et un grand nombre de récipients et peut enflammer toutes substances inflammables proches. Ce type de réaction peut se produire lorsque du permanganate de potassium KMnO4 solide est mis en contact avec un grand nombre de composés organiques. Les solutions aqueuses de KMnO4, et notamment les solutions diluées, sont nettement moins dangereuses. Le mélange de permanganate de potassium et d'acide sulfurique concentré produit du Mn2O7 qui peut être à l'origine d'une explosion. Le permanganate de potassium ne doit jamais être conservé proche de pétrole ou de toute substance facilement oxydable. Enfin, le mélange de permanganate de potassium et d'acide chlorhydrique concentré produit du dichlore, un gaz hautement toxique.
Le permanganate de potassium peut tacher les vêtements ou encore la peau, il réagit avec la peau ou les textiles, assimilables à des corps réducteurs pour ce corps oxydant, et laisse des traces de dioxyde de manganèse, cela crée des taches marron ou brunes sur la peau des apprentis chimistes ou des objets. Plus grave, il ronge profondément les muqueuses souillées et les parois du tube digestif jusqu'à l'estomac s'il est ingéré accidentellement. Ce corps et ses solutions aqueuses fraîches doivent être manipulés avec précaution. Les taches sur les vêtements peuvent être nettoyées en utilisant du sulfate de fer(II) ou de l'acide oxalique. Les taches sur la peau disparaissent au bout de 3 semaines environ voire 1 mois et même plus dans certains cas. Les taches sur les ongles peuvent être éliminées avec de l'acide oxalique.
La vente et l'utilisation de permanganate de potassium ont été restreintes aux USA par la Drug Enforcement Administration. De plus, ce composé est listé dans la Table I des précurseurs par la convention des Nations unies contre le trafic de drogues ratifié en 1988 par l'ONU.
- R : 8 (Favorise l'inflammation des substances combustibles)
- R : 22 (Nocif en cas d'ingestion)
- R : 50/53 (Très toxique pour les organismes aquatiques, et peut entraîner des effets néfastes à long terme sur l'environnement aquatique)
- S : 2 (Conserver hors de la portée des enfants)
- S : 60 (Éliminer le produit et son récipient comme un déchet dangereux)
- S : 61 (Éviter le rejet dans l'environnement. Consulter les instructions spéciales/la fiche de données de sécurité)

### Histoire
Ce composé est également connu sous le nom historique de  « cristal de Condy ». 
Le permanganate de potassium a été découvert et isolé en 1659. 
Les premiers photographes l'utilisaient dans les flashs.

## Utilisations
C'est un des grands oxydants industriels. C'est aussi un décapant du bois, et à faibles doses, un agent de blanchiment pour diverses matières et un décolorant pour les huiles. En santé, il est utilisé en tant qu'antiseptique.

### Énergétique, propulsion et autres artifices
- Solution aqueuse conjointement à du T-Stoff comme propulseur pour l'avion fusée Messerschmitt Me 163. Cette combinaison est connue sous le nom de Z-Stoff et est toujours en usage pour la propulsion des torpilles.
- Le mélange de permanganate de potassium et d'eau oxygénée produit une grande quantité de vapeur d'eau : cette propriété a été utilisée en particulier pour les catapultes servant au lancement des  V1 par les Allemands pendant la Seconde Guerre mondiale.
- De nombreux illusionnistes utilisent du glycéré et du permanganate de potassium pour créer des flammes violettes.

### Réactif en synthèse
Le permanganate de potassium est utilisé comme réactif oxydant dans un grand nombre de réactions chimiques en laboratoire comme dans l'industrie. Il est également utilisé comme désinfectant et comme désodorisant. Il est utilisé pour traiter certaines infections des poissons dues à des parasites, pour le traitement de l'eau potable ainsi que comme antidote pour les empoisonnements par le phosphore.
Le permanganate de potassium peut être utilisé comme réactif dans la synthèse d'un grand nombre de composés organiques différents. Une solution diluée de KMnO4, utilisée à froid, permet par exemple de convertir un composé organique possédant une double liaison carbone-carbone en diol. Des solutions plus concentrées permettent d'oxyder un groupement méthyl sur un anneau aromatique en groupement carboxyle. Le permanganate de potassium à chaud permet d'oxyder la plupart des composés organiques.
Le permanganate de potassium est utilisé comme réactif pour la détermination de l'indice Kappa de la pâte à papier.
Le permanganate de potassium a aussi la propriété de s'enflammer sans allumettes au contact de la glycérine, produisant des flammes violacées au bout de 20 secondes environ.

### Application en chimie analytique
En chimie analytique, on utilise parfois une solution de concentration connue de KMnO4 pour des titrages par oxydation du fait de sa couleur violette marquée. En solution acide, les solutions violettes de permanganate de potassium peuvent être réduites pour former une solution légèrement rosée contenant des ions manganèse à l'état d'oxydation +II Mn2+. En solution basique, la réduction n'est pas totale et les ions permanganate sont réduits à l'état de MnO2, un précipité marron dans lequel les ions manganèse sont à l'état d'oxydation +IV.

#### Révélateur pour la chromatographie sur couche mince
Le permanganate de potassium est aussi utilisé comme révélateur pour la chromatographie sur couche mince, par exemple dans un mélange : 
- 10 g de K2CO3
- 1,5 g de KMnO4
- 150 ml d'eau distillée
- 1,25 ml d'hydroxyde de sodium (NaOH) en solution à 10 %.

Il permet d'oxyder de nombreuses fonctions organiques comme les alcools, les aldéhydes ou les alcènes. On l'utilise par vaporisation ou par trempage de la plaque. Les zones de la plaque où ont migré les molécules oxydables par le permanganate de potassium apparaissent en jaune-marron à cause de la formation de MnO2 lors de la réaction d'oxydation, tandis que les zones de la plaque ne contenant pas de molécules oxydables restent violettes. Il est utilisable sur les plaques alumine et silice, et il peut être nécessaire de chauffer la plaque pour accélérer la réaction permettant de révéler les composés.

### Traitement de l'eau
Le permanganate de potassium est utilisé pour oxyder le fer et le manganèse dans les usines de traitement d'eau de consommation provenant de puits artésien. Après dosage, l'eau traitée est passée dans des filtres spécifiques.

#### Qualité de l'eau
Quand il est nécessaire d’évaluer la quantité de matières organiques d’une eau destinée à la consommation humaine, la méthode retenue est la détermination de l’oxydabilité au permanganate de potassium, à chaud et en milieu acide.
La législation française indique que l’oxydabilité au permanganate de potassium, mesurée après 10 minutes en milieu acide, à chaud, doit être inférieure ou égale à 5 mg·l-1 en oxygène.
L’indice de permanganate d’une eau correspond à la quantité d’oxygène, exprimée en mg.L-1, cédée par l’ion permanganate et consommée par les matières oxydables contenues dans un litre d’eau.
On utilise parfois le permanganate de potassium pour la dépollution d'eau souterraine contaminée. L'injection dans un aquifère permet l'oxydation des contaminants organiques (TCE et autres solvants à base de chlore notamment).

### Conservation des fruits
L'ajout de permanganate de potassium dans les sachets contenant des bananes ou des tomates, afin d'oxyder l’éthylène en éthylène glycol, arrête le mûrissement et prolonge la durée de vie des fruits jusqu'à quatre semaines sans nécessiter de réfrigération,,.

### Usages médicaux

#### Classement phytopharmaceutique
Sur le plan de la réglementation des produits phytopharmaceutiques :
- pour l’Union européenne : cette substance active est interdite par la décision 2008/768/CE à la suite de l'examen relatif à l'inscription à l’annexe I de la directive 91/414/CEE.
- pour la France : cette substance active n'est pas autorisée dans la composition de préparations bénéficiant d’une autorisation de mise sur le marché.
- Il fait partie de la liste des médicaments essentiels de l'Organisation mondiale de la santé (liste mise à jour en avril 2013)[9].

#### Applications médicales
- Bains de bouche en solution diluée, KMnO4 (1/4 %).
- Désinfectant pour les mains (1 %) (voir liqueur de Dakin).
- eczéma notamment mycosique, peut être utilisé dans le traitement symptomatique (désinfection locale) et compléter, voire remplacer, les traitements à base de cortisone (dilué au 1/10 000°, soit 1 sachet de 0,5 g pour 5 litres d'eau).